# Listowel and Ballybunion Railway

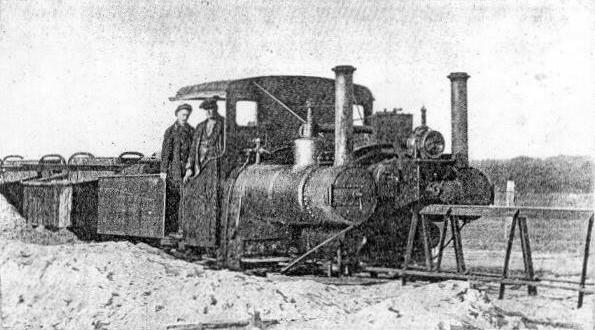
Lokomotive

Die Listowel and Ballybunion Railway war die weltweit erste kommerziell genutzte Einschienenbahn. Sie verband die Orte Listowel und Ballybunion in County Kerry, Irland, miteinander. Die Bahn wurde sowohl im Personen- als auch im Güterverkehr benutzt.

## Geschichte
Nachdem Charles Lartigue mit dem von ihm entwickelten Einschienenbahnsystem Erfahrungen in Algerien und auf einer Ausstellungsbahn in London gesammelt hatte,
war er bestrebt, damit eine öffentliche Bahnstrecke auf den Britischen Inseln zu errichten, die idealerweise als Vorbild für weitere Projekte dienen sollte. Da zur gleichen Zeit ein Antrag der Bevölkerung in der irischen Grafschaft Kerry auf den Bau einer Eisenbahnlinie zwischen Listowel und Ballybunion vorlag, soll sich daraus die Entscheidung für den Bau der Bahn nach Lartigues Idee ergeben haben. Ihr Bau kostete 30.000 Pfund Sterling, die Finanzierung erfolgte ohne staatliche Zuschüsse. Eröffnet wurde die Bahn am 29. Februar 1888. Die Erwartung Lartigues, die Bahn würde Lizenznehmer für seine Patente anziehen, erfüllte sich nicht, was einerseits an ihrer Lage in einem abgeschiedenen Winkel Irlands, aber andererseits noch mehr an der mit zahlreichen Komplikationen verbundenen Technik gelegen hatte.
Die Züge beförderten im Güterverkehr häufig Vieh und Sand vom Strand. Die Bevölkerung von Kerry und Limerick fuhr damit zum Strand und zu den Golfplätzen von Ballybunion und die Schulkinder von Ballybunion zur Listowel Secondary School. Trotz ihres ungewöhnlichen Systems und aller damit verbundenen Nachteile wurde die Listowel and Ballybunion Railway 36 Jahre lang betrieben, dies ohne je nennenswerten Gewinn abgeworfen zu haben. Im Irischen Bürgerkrieg wurde die Bahn beschädigt und daraufhin 1924 aus wirtschaftlichen Gründen stillgelegt.

## Technik
Nach ihrem Erbauer wurde die Technik, in der die Bahn ausgeführt wurde, auch Lartigue system genannt, die Bahn auch Lartigue monorail.

### Fahrweg

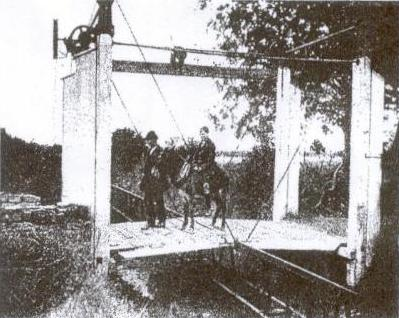
Bahnübergang mit Hilfe einer Zugbrücke

Die Listowel and Ballybunion Railway war 14,4 Kilometer (9 Meilen) lang. Die Züge fuhren auf einem aufgeständerten Gleis. Die Weichen wurden, ähnlich einer Drehscheibe, als drehbare Segmente der aufgeständerten Fahrbahn realisiert.
Bei der Lartigue-Technik waren Straßenkreuzungen ein Problem. Das Gleis musste, damit Straßenverkehr passieren konnte, mit einer Zugbrücke gequert werden, ein aufwändiges Verfahren, das an jeder Kreuzung mit einer Straße Personal erforderte, um die Anlage zu bedienen. Dort wo landwirtschaftliche Wege kreuzten, hatten die berechtigten Bauern einen Schlüssel, der es ihnen ermöglichte, das Gleis wegzuklappen. Diese Stellen waren signalgesichert, was bedeutete, dass der landwirtschaftliche Verkehr Vorrang vor dem Bahnverkehr hatte.

### Fahrzeuge

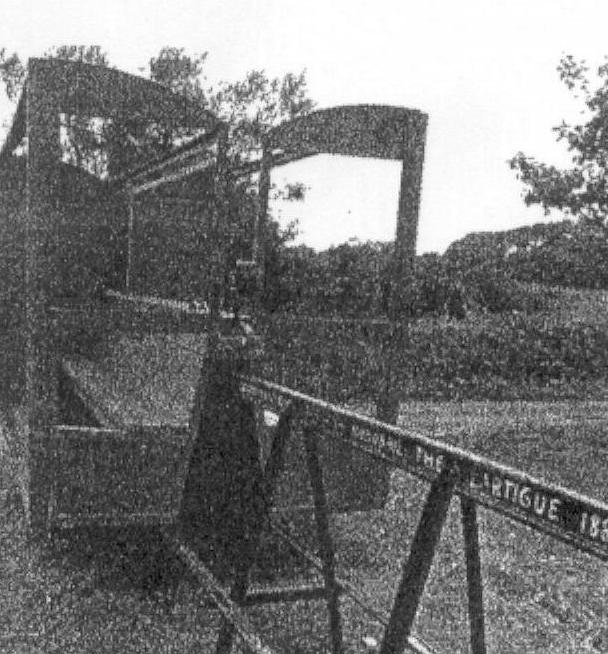
Personenwagen mit abgenommenen Seitenwänden. Dadurch ist die Sitzanordnung erkennbar.

Betrieben wurde die Bahn mit drei Dampflokomotiven der „Achsfolge“ 0-3-0 (also drei angetriebene einzelne Räder). Hinzu kamen Führungsräder, auf denen kein Gewicht lastete. Gebaut wurden die Lokomotiven 1888 von der Hunslet Engine Company, Leeds. Die zulässige Höchstgeschwindigkeit betrug 29 km/h (18 mph), die Lokomotiven waren aber in der Lage, auch 48 km/h (30 mph) sicher zu fahren. Während des Baus der Bahn soll es noch eine kleinere Lokomotive gegeben haben. Die Lokomotiven besaßen – um das Gewicht auszubalancieren – zwei Kessel, je einen auf jeder Seite der in der Mitte geführten Schiene. Die Wagen hatten ebenfalls jeweils einen Wagenkasten an jeder Seite des Gleises, ohne dass zwischen diesen beiden Teilen ein Durchgang existierte. Die Fahrgäste saßen auf Längsbänken, die zur Fahrzeugmitte hin angeordnet waren. Es wurde – wie damals überall auf den britischen Inseln üblich – die erste und dritte Wagenklasse angeboten. Personenzüge führten eine Treppe mit sich, eine Art „Fußgängerüberführung“, mit der das Gleis und der Zug überstiegen werden konnten, um während eines Haltes auf die andere Seite zu gelangen.
Das Ausbalancieren der Fahrzeuge war eines der größten Probleme des Betriebes: Wagen für den Personenverkehr mussten für eine Fahrt so besetzt werden, dass das Gewicht der Fahrgäste auf jeder Seite des Wagens ungefähr gleich war. Sollte eine einzelne Kuh zum Markt gebracht werden, mussten zum Gewichtsausgleich auf der anderen Seite des Güterwagens zwei Kälber mitgeführt werden, die dann – jedes auf einer Seite des Wagens – wieder zurückgefahren werden mussten. Ein Güterwagen konnte zwölf Kühe laden.

## Museumsbahn
2003 wurde durch das Lartigue Monorailway Restoration Committee, eine ehrenamtlich tätige Vereinigung, in Listowel auf der Originaltrasse eine einen Kilometer lange Nachbildung der historischen Eisenbahn in Betrieb genommen. Sie setzt eine Diesellokomotive ein, die äußerlich den früheren Dampflokomotiven nachgebildet ist. Die Lokomotive und die Wagen der Nachbildung wurden von Alan Keef (Lea, bei Ross-on-Wye in Herefordshire) gefertigt.

## Bilder

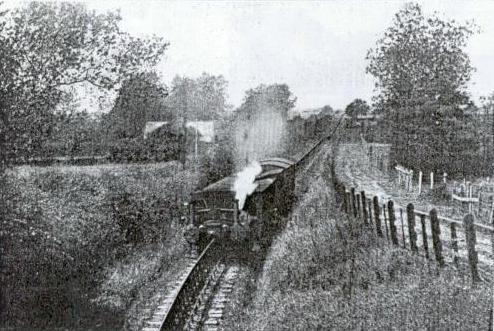
Güterzug auf freier Strecke
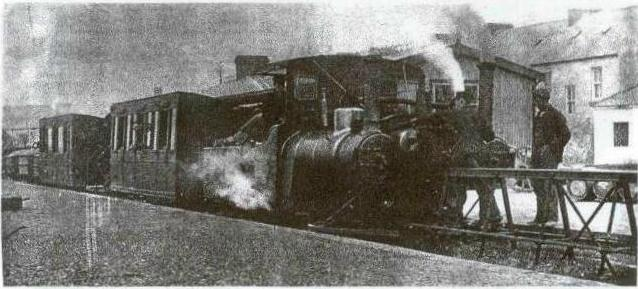
Personenzug im Bahnhof Ballybunion
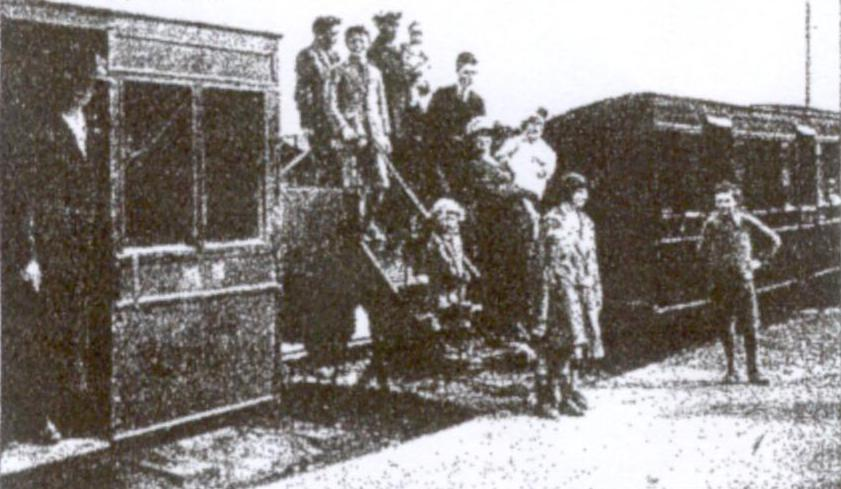
Übergang von der einen Seite eines Wagens zur anderen
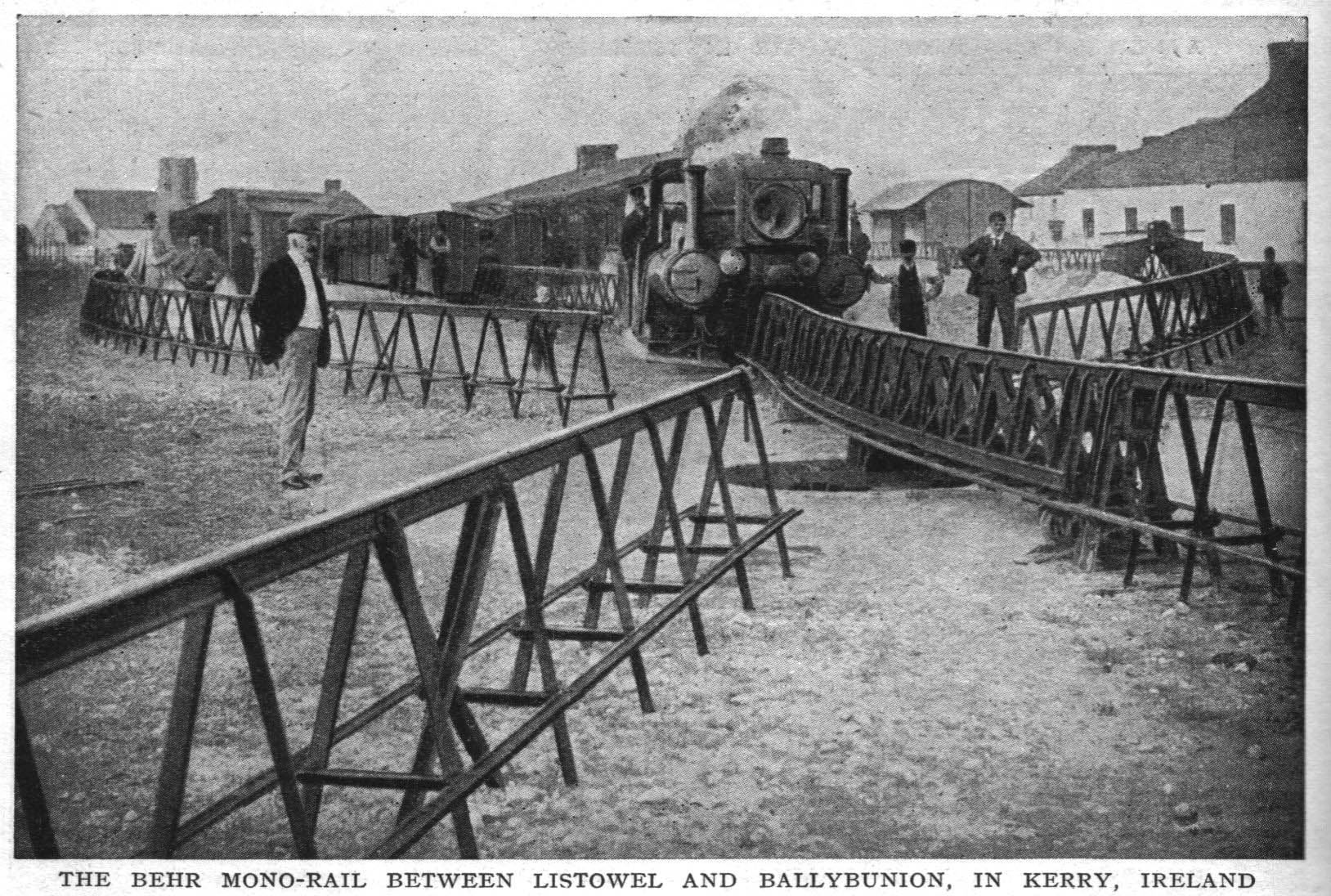
Zug an Kreuzungsweiche
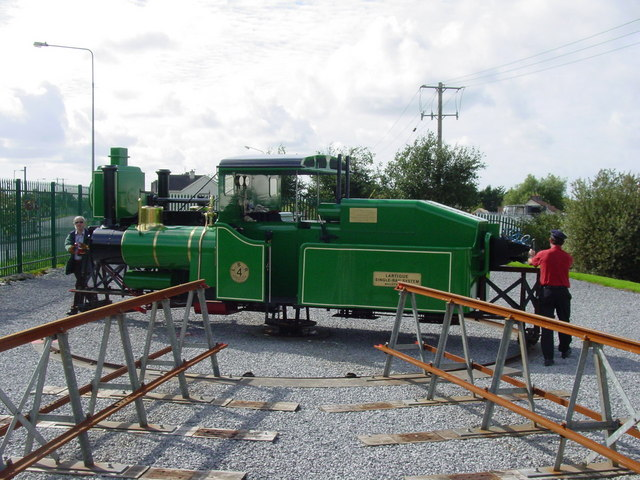
Nachbau auf der Drehscheibe (2006)

### Filme
- The Listowel and Ballybunion Railway. Großbritannien 1920. 16-mm-Stummfilm. Länge: 3 Minuten. Vorhanden in: British Film Institute.[7]